# Jan Niklas
Jan Niklas est un acteur allemand né le 15 octobre 1947 à Munich.

## Filmographie
- 1975 : Opération Lady Marlène
- 1975 : Ansichten eines Clowns
- 1976 : Les 21 heures de Munich (21 Hours at Munich) (TV)
- 1976 : Inspecteur Derrick : "Ein unbegreiflicher" (TV)
- 1977 : Die Kette
- 1979 : Theodor Chindler
- 1980 : Der Thronfolger
- 1980 : Kabale und Liebe
- 1981 : La Formule (The Formula)
- 1981 : Die Gerechten (TV)
- 1981 : La Nuit de l'évasion (Night Crossing)
- 1982 : Verdi
- 1984 : Kolbenhage
- 1984 : Inspecteur Derrick : "Gangster haben andere Spielregeln" (TV)
- 1985 : Colonel Redl (Oberst Redl)
- 1986 : Pierre le Grand (Peter the Great) (TV)
- 1986 : Anastasia (Anastasia: The Mystery of Anna) (TV)
- 1989 : La Roseraie (The Rose Garden)
- 1990 : Docteur M
- 1993 : La Maison aux esprits (The House of the Spirits)
- 1994 : Tafelspitz
- 1995 : Blutige Spur
- 1998 : Die Seekönigin (Jezerní královna)
- 2001 : Anne Frank
- 2003 : Gestern gibt es nicht
- 2003 : Rosamunde Pilcher : "Wintersonne" (TV)
- 2004 : La Voix de l'innocence (Plain Truth)
- 2006 : Die Zeit, die man Leben nennt